# Clara Winnicki

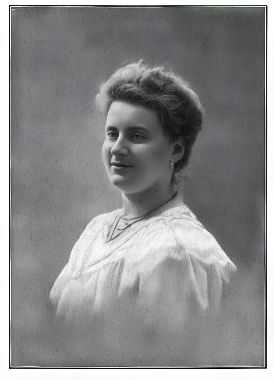
Clara Winnicki (1880—1941)

Clara Emma Winnicki, aussi connue sous les noms de Clara Emma Winnitzki, Winnizki ou Winnicky, née le 10 novembre 1880 à Berne et morte le 6 mai 1941 à Göttingen, est la première pharmacienne diplômée de Suisse, et la première à ouvrir sa propre pharmacie.

## Biographie
Fille de l'ingénieur naturalisé Leopold Winnicki et de l'institutrice Carolina Emma Elisabeth Sulser, Clara Emma Winnicki naît à Berne en 1880. En avril 1900, elle s'inscrit à l'Université de Berne et devient la première femme en Suisse à étudier la pharmacie. En 1905, elle est la première femme en Suisse à réussir l'examen fédéral de pharmacie. Elle est ainsi habilitée à diriger une pharmacie. La deuxième femme de Suisse à recevoir ce diplôme est la zurichoise Hedwig Delphi, en 1906. En Allemagne, Magdalena Neff est la première femme à devenir pharmacienne, également en 1906.

### Carrière
En tant que femme, Clara Winnicki a d'abord du mal à trouver un stage et un poste d'assistante. En 1906, elle dirige une pharmacie à Langenthal. En 1907, elle obtient son doctorat auprès d'Alexander Tschirch sur les plantes médicinales. Sa thèse s'intitule Beiträge zur Entwicklungsgeschichte der Blüten einiger offizineller Pflanzen (Contributions à l'histoire du développement des fleurs de certaines plantes officinales) . Enfin, elle devient propriétaire d'une pharmacie à Bienne et plus tard à Berne. Elle est ainsi la première pharmacienne diplômée et indépendante à exercer. Elle s'engage pour défendre le statut des femmes dans la profession. En plus d'écrire des articles dans la presse spécialisée, elle développe également des pilules contre les maux de tête, l'anémie et la toux.

### Mariage et faillite
À cause de difficultés financières, Winnicki doit à nouveau fermer ses pharmacies. Finalement, elle trouve du travail comme responsable de pharmacie à Adelboden. Le pharmacien, August Herbrand (* 1869), qui dispose d'un diplôme allemand, n'est pas autorisé à diriger une pharmacie suisse sans l'examen fédéral de pharmacien. Clara Winnicki l'épouse en 1925. Cependant, leur association est malheureuse, sur les plans professionnel comme privé. Winnicki travaille ensuite à Zurich. Elle y tombe gravement malade. Considérée comme une étrangère depuis qu'elle a épousé un Allemand, elle se retrouve sans ressources et se voit expulsée du pays avec son mari. Leur trace se perd à la frontière avec l'Allemagne.

## Publications
- Clara Winnicki, « Das pharmazeutische Hilfspersonal », Schweizerische Wochenschrift für Chemie und Pharmazie,‎ 18 juin 1904, p. 337–339.
- Clara Winnicki, « Die Frau im Apothekerberuf », Schweizerische Apotheker-Zeitung,‎ 17 janvier 1918 et 24 janvier 1918, p. 30–32, 43–46.
- Clara Winnicki, « Zur Assistentenfrage », Schweizerische Apotheker-Zeitung,‎ 11 avril 1918,, p. 193–195.
- Clara Winnicki, « Assistentenfrage », Schweizerische Apotheker-Zeitung,‎ 23 mai 1918, p. 273.
- Clara Winnicki, « Die Frauenbewegung und die Pharmacie », Schweizerische Apotheker-Zeitung,‎ 10 septembre 1932, p. 472–473.

## Littérature
- Franziska Rogger, Der Doktorhut im Besenschrank das abenteuerliche Leben der ersten Studentinnen - am Beispiel der Universität Bern, 1999 (ISBN 978-3-905561-32-6 et 3-905561-32-8, OCLC 612121043, lire en ligne)
- (de) Werner Juker, Hundert Jahre Apothekerverein des Kantons Bern 1861–1961, Berne, 1961, p. 181
- (de) Brigitte Zurbriggen, …Und speziell Damen wandten sich scharenweise dem pharmazeutischen Studium zu…., Berne, Diss. med., 2000, p. 206-219
- (de) « Fräulein Dr. Clara Winnicki », Die Berner Woche,‎ 20 juin 1914, p. 302